# Fletcher Boyd
Fletcher Boyd (* 26. Januar 2008) ist ein schottischer Fußballspieler, der beim FC Aberdeen in der Scottish Premiership unter Vertrag steht.

## Karriere

### Verein
Fletcher Boyd wuchs in Portsoy auf, bevor er an die SFA Performance School und später in die Jugendakademie des FC Aberdeen wechselte. Sein Debüt in der ersten Mannschaft von Aberdeen gab er am 12. Mai 2024 im Alter von 16 Jahren und 107 Tagen, womit er zum drittjüngsten Spieler in der Vereinsgeschichte nach Dean Campbell und Jack Grimmer wurde. Im Spiel der Scottish Premiership gegen Hibernian Edinburgh wurde Boyd in der 82. Minute für Leighton Clarkson eingewechselt und erzielte in der 90+2 Minute ein Tor zum 4:0-Endstand. Er löste damit Fraser Fyvie als jüngsten Torschützen der Vereinsgeschichte ab, der im Januar 2010 im Alter von 16 Jahren und 10 Monaten getroffen hatte. Bei seinem zweiten Einsatz gegen den FC Livingston drei Tage später, erzielte er als Einwechselspieler beim 5:1-Sieg erneut in der Nachspielzeit ein Tor.

### Nationalmannschaft
Fletcher Boyd debütierte im September 2023 in der schottischen U16-Nationalmannschaft gegen Färöer. In seinem achten Länderspiel in dieser Altersklasse, im März 2024 erzielte er zwei Tore bei einem 4:1-Sieg gegen Norwegen.